# Myron Scholes
Myron Samuel Scholes (Timmins, 1 de julho de 1941) é um economista canadense-estadunidense. Scholes é o professor de finanças na Stanford Graduate School of Business, ganhador do Prêmio Nobel em Ciências Econômicas e co-criador do modelo de precificação de opções Black-Scholes. Scholes é atualmente (2021) o presidente do Conselho de Consultores Econômicos da Stamos Capital Partners. Anteriormente, ele atuou como presidente da Platinum Grove Asset Management e no conselho de diretores do Dimensional Fund Advisors, no conselho de diretores do American Century Mutual Fund e no Cutwater Advisory Board. Ele foi o principal sócio do Long-Term Capital Management e diretor administrativo da Salomon Brothers. Outros cargos que Scholes ocupou incluem o professor de finanças Edward Eagle Brown da Universidade de Chicago, pesquisador sênior da Hoover Institution, diretor do Centro de Pesquisa em Preços de Segurança e professor de finanças da Sloan School of Management do MIT. Scholes obteve seu PhD na Universidade de Chicago.
Em 1997, Scholes - junto com Robert C. Merton - recebeu o Prêmio Nobel Memorial em Ciências Econômicas por um método para determinar o valor dos derivados. O modelo fornece uma estrutura conceitual para avaliar opções, tais como chamadas ou coloca, e é referido como o Black-Scholes modelo.